# Magnago
Magnago é uma comuna italiana da região da Lombardia, província de Milão, com cerca de 7.797 habitantes. Estende-se por uma área de 11 km², tendo uma densidade populacional de 709 hab/km². Faz fronteira com Samarate (VA), Busto Arsizio (VA), Vanzaghello, Dairago, Castano Primo, Buscate.
Desde 13 de junho de 2022, o município de Magnago é administrado pela organização "Juntos por Magnago e Bienate". O prefeito é Dario Candiani.

## História

### Símbolos
O brasão e o estandarte foram concedidos pelo Decreto Presidencial de 14 de novembro de 1978. 
«Azul, uma roda dentada de ouro (8) e carregada com um ramo de algodão em flor natural de três. Ornamentos externos comuns.»
A engrenagem e o ramo de algodão foram inseridos no brasão para representar a principal atividade econômica da região: o beneficiamento do algodão. O gonfalão é uma bandeira dividida em branco e azul

## Demografia
Nos últimos anos, a população de Magnago tem experimentado um boom populacional devido ao aumento de pessoas da região que decidem se estabelecer no município. A razão reside no preço dos imóveis, mais baixo do que nos municípios vizinhos devido ao tamanho puramente provincial do município: cercado por cidades reais (e fazendo fronteira com a cidade de Busto Arsizio ) que oferecem muitos serviços e por municípios igualmente pequenos, mas com um maior número de serviços (especialmente transporte público), Magnago oferece menos aos cidadãos e, portanto, os preços dos imóveis são menos proibitivos. A consequência direta desse fenômeno é um boom na construção residencial .
| Variação demográfica do município entre 1861 e 2011                               |
|                                                                                   |
| Fonte: Istituto Nazionale di Statistica (ISTAT) - Elaboração gráfica da Wikipedia |